# Jeremy Clarkson's Extreme Machines
Jeremy Clarkson's Extreme Machines là phim tài liệu 6 tập, được phát sóng đầu tiên trên kênh BBC Two vào năm 1998. Những tập phim này được dẫn bởi Jeremy Clarkson, thử nghiệm một loạt các xe hơi, máy bay phản lực và xuồng máy.

## Danh sách tập phim
| # | Tựa đề                  | Ngày phát sóng      | Chủ đề |
| - | ----------------------- | ------------------- | --- |
| 1 | Earth, Wind, Fire & Air | 8 tháng 1 năm 1998  | - Reno Air Races ở Nevada - Phản lực cơ riêng Boeing 747 của U2 - Xuồng máy Công thức 1                                                |
| 2 | Powerrrrr!              | 15 tháng 1 năm 1998 | - Siêu tàu chở dầu Jahre Viking - Tàu con thoi 17.500 dặm Anh trên giờ (28.200 km/h) - Xuồng máy Lớp 1 150 dặm Anh trên giờ (240 km/h) |
| 3 | Racing Masters          | 22 tháng 1 năm 1998 | - Phi cơ F-15 Eagle - Canadian Combine Harvester Race - Đua xe trượt tuyết tại Lapland                                                 |
| 4 | The War Machines        | 29 tháng 1 năm 1998 | - Xuồng máy R.I.V.A - Trực thăng chiến đấu tại Georgia, Hoa Kỳ - Phương tiện chiến đấu tự chế ở Bắc Cực                                |
| 5 | High Class Marvels      | 5 tháng 2 năm 1998  | - Máy bay phản lực chính phủ ở New Zealand - Confederate Air Force - Pierre Scerri và mẫu xe Ferrari của ông                           |
| 6 | Weird And Wonderful     | 12 tháng 2 năm 1998 | - Đua trong đầm lầy - Tàu chiến tàng hình ở Thụy Điển - Voi cơ khí, siêu du thuyền và Airboat                                          |